# 喻红
喻红（Yu Hong，1966年—），是一位中国艺术家。

## 生平
出生于北京。喻红作为1990年以单色人物画成名的“新生代”画家，多次参加威尼斯双年展等国际重要展事。在早期的个体肖像、“目击成长”系列、“她”系列等作品中，喻红常关注人性的敏感、脆弱、尊严、无助、真诚和情爱等日常主题，以“现实主义”表现方式，反映对生活、情感、行为、过程的感受和关怀。中国艺术与设计大奖赛候选人。

## 年表
- 1988年  毕业于中央美术学院油画系
- 1996年  毕业于中央美术学院油画系，获硕士学位
- 1988至今 任教于中央美术学院油画系
- 现居北京